# Doesn't Really Matter
Doesn't Really Matter is een nummer van de Amerikaanse zangeres Janet Jackson uit 2000. Het is afkomstig van de soundtrack van de film Nutty Professor II: The Klumps, waarin Jackson zelf ook een rol speelt. Tevens is het de eerste single van Jacksons zevende studioalbum All for You.
Het nummer is gebaseerd op een eerder weggegooid gedicht dat Jackson schreef. De tekst van het nummer gaat over de liefde van Jacksons filmpersonage Denise Gaines voor The Nutty Professor, gespeeld door Eddie Murphy. "Doesn't Really Matter" werd wereldwijd een hit, met een nummer 1-positie in de Amerikaanse Billboard Hot 100. In de Nederlandse Top 40 bereikte het de 11e positie, en in de Vlaamse Ultratop 50 een bescheiden 28e positie.